# Corrado Gini
Pour les articles homonymes, voir Gini.
Corrado Gini (23 mai 1884 - 13 mars 1965) est un statisticien, démographe, ethnologue, sociologue et idéologue italien.
On lui doit le coefficient de Gini, une mesure de l'inégalité de revenu dans une société donnée. Gini a aussi contribué à l'idéologie fasciste en écrivant Les bases scientifiques du fascisme en 1927. Il fut également engagé en faveur de l'eugénisme.

## Carrière
Gini est né le 23 mai 1884 à Motta di Livenza, près de Trévise, dans une vieille famille de propriétaires terriens.

### Les débuts
Entré à la faculté de droit de l'université de Bologne, il y fut vite considéré comme un surdoué et de fait, il y étudia en plus du droit, les mathématiques, l'économie et la biologie.
Ses travaux scientifiques ont porté sur les sciences sociales et les statistiques.
Sa première publication fut Il sesso dal punto di vista statistico sur le sex-ratio (1908).
En 1910, il accéda à la chaire de statistiques de l'université de Cagliari, puis à celle de Padoue en 1913.
En 1920, il créa le journal de statistiques Metron, qu'il dirigea jusqu'à sa mort et dans lequel il n'accepta jamais aucun article n'ayant pas d'applications pratiques.

### La reconnaissance
Corrado Gini devint professeur de l'université de Rome en 1925. Il y fonda un cours de sociologie, qu'il enseigna jusqu'à sa retraite. Il mit en place aussi l'école de statistiques (1928) et la faculté de statistiques, de démographie et des sciences actuarielles (1936).
En 1929, Gini fonda le Comité italien pour l'étude des problèmes de population (Comitato italiano per lo studio dei problemi della popolazione), qui organisa, deux ans plus tard, la première conférence sur la population à Rome.
En 1926, il fut nommé président de l'Institut central des statistiques de Rome. Il démissionna en 1932 pour protester contre les interférences de l'État fasciste. Gini ne s'intéressait pas vraiment à la politique ; il pensait qu'un homme de sciences, pour conserver sa pleine objectivité, pouvait et même devait s'affranchir du contexte politique et des contraintes afférentes.
Il fut nommé à la tête de nombreuses institutions :
- 1933 : Gini fut élu vice-président de l'Institut international de sociologie.
- 1934 : président de la Société italienne de génétique et d'eugénisme.
- 1934 : président du Comité italien pour l’étude des problèmes de population.
- 1935 : président de la Société de la Fédération internationale des sociétés eugéniques pour les pays de langue latine.
- 1937 : président de la Société italienne de sociologie.
- 1941 : président de la Société italienne de statistiques.

### Lecoefficient de Gini
Dans le domaine de la statistique descriptive, Gini introduit le concept de différence moyenne défini comme :

    {\displaystyle g={\frac {1}{n(n-1)}}\sum _{i,j}|x_{i}-x_{j}|},

caractéristique de dispersion, en réalité déjà publiée en 1869 par Wilhelm Jordan. Gini retravaille cet indicateur en l'adaptant à une distribution de valeurs, au point que cette adaptation porte maintenant son nom.

### Gini et l'eugénisme
En 1919, Gini participe à la fondation de la Société italienne de génétique et d'eugénisme, dont il deviendra le président en 1924. Il milite en faveur de l'introduction d'une législation interdisant dans toute l'Europe les mariages avec les « races africaines ».

### Gini et le fascisme
Corrado Gini noue des liens étroits avec le régime fasciste italien dans les années 1920. En 1925, il fait partie des signataires du « Manifeste des intellectuels fascistes » et du comité de dix-huit « sages » chargé de rédiger la Constitution fasciste.
Son adhésion au fascisme est notamment motivée par son rejet de la démocratie représentative et ses opinions racistes.  C'est pourquoi la politique d'expansion coloniale du régime fasciste est pour lui légitime.
Il fut en tant que personnage officiel assimilé à l'État mussolinien et la tourmente de l'après-guerre lui apporta la disgrâce. Il fallut attendre 1957 pour que ses mérites politiques — ses mérites scientifiques et pédagogiques l'étant depuis longtemps — soient enfin reconnus et qu'il reçoive la Médaille d'or de l'Éducation pour « l'ensemble de son œuvre et les services rendus à l'École italienne ».
En 1959, toujours en accord avec son propre caractère et désirant « poursuivre son étude scientifique de la question des populations, y compris dans ses aspects les plus difficiles et les plus controversés », il fonda avec Robert Gayre of Gayre, R. Ruggles Gates et Henry E. Garrett, l'International Association for the Advancement of Ethnology and Eugenics (IAAEE). Comme l'abord de tels sujets échappait au consensus général, beaucoup lui en tiendront, une nouvelle fois, grief.
En 1962 il fut élu membre national de l'Accademia dei Lincei.

### Un haut fait: Gini épargne laShoahà une population juive
Au cours des années 1930, une étude contribue au devenir des Karaïmes face à la barbarie nazie menaçante en Europe. En 1934, le Comité italien pour l’étude des problèmes de populations, dirigé par l'économiste Corrado Gini, envoya plusieurs enquêteurs-rapporteurs en mission en Pologne et en Lituanie auprès des communautés karaïmes. Par rapport à la population juive traditionnelle, ils notent des conditions de vie plus confortables et surtout une tradition d’agriculture et d’horticulture très spécifiques. Ces enquêteurs exposèrent dans leur rapport, les relations des Karaïmes avec les autres communautés : les notables karaïmes insistaient notamment sur leurs bonnes relations avec la population locale et notamment les Tatars (peuple d'origine turque également), mais sur l’absence de relations avec la population juive. De leur côté, les enquêteurs relevèrent une attitude anti-rabbinique de la population karaïme, ce qui correspondait à une tendance avérée des Karaïmes de la zone de se démarquer des Juifs depuis la fin du XVIIIe siècle, en se fondant le plus possible dans la population locale. D’ailleurs rien dans leur costume quotidien, en dehors parfois d'un couvre-chef particulier de type turc, ne les distinguait, dans la rue, du reste de la population.
Cependant, avec la montée du nazisme, la question de leur appartenance au judaïsme se posa avec une acuité cruciale. Dès 1938, une décision du Bureau du Reich allemand pour les recherches sur la race, à Berlin, décréta que la « secte des Karaïtes » ne doit pas être considérée comme une communauté juive.
Néanmoins, la discussion se poursuivit, impliquant des spécialistes d’anatomie, de paléontologie, de droit, de philologie, etc. Selon les uns, il s'agirait de Turco-Tatars convertis au judaïsme, donc « racialement » non juifs ; pour d’autres il s'agirait d'un groupe ethnique mal défini, mais de toute façon « impur » selon la terminologie nazie. Ceci est largement exposé par Roman Freund et  Shimon Szyszman. Finalement c'est aussi dans les ghettos que se jouait le sort des Karaïmes de Lituanie et de Pologne. L'occupant y contraignit des scientifiques et érudits juifs à traduire de l'hébreu des textes anciens concernant les Karaïmes, nécessaires aux études des enquêteurs italiens. Le rapport final dirigé par Gini en personne se termine ainsi : « In fine, nous devons rendre une conclusion distinguant nettement les Karaïmes des Juifs. » Et tous les observateurs avertis (Freund, Pourchier-Plasseraud, Szyszman) s'accordèrent sur ce point : « L'orientation des études amena à cette conclusion qui fut rédigée dans un but de sauvetage bien évident. ».
Finalement les nazis, s’appuyant notamment sur le rapport de Gini et s’attachant à leur bonne intégration à la population locale mais également aux stéréotypes du karaïme « anti-juif », militaire et agriculteur, tranchèrent en faveur des Karaïmes.

## Doctorats honoris causa
- Économie par l'Université catholique du Sacré Cœur de Milan (1932),
- Sociologie par l'Université de Genève (1934),
- Sciences par l'Université Harvard (1936),
- Sciences sociales par l'Université de Cordoba, Argentine (1963).

## Publications (liste non exhaustive)
- Il sesso dal punto di vista statistica : le leggi della produzione dei sessi (1908)
- Sulla misura della concentrazione e della variabilità dei caratteri (1914)
- Quelques considérations au sujet de la construction des nombres indices des prix et des questions analogues (1924)
- Memorie di metodologia statistica. Vol.1 : Variabilità e Concentrazione (1955)
- Memorie di metodologia statistica. Vol.2 : Transvariazione (1960)